# Madeleine Nobbs
Madeleine Marie Nobbs (14 de diciembre de 1914-10 de diciembre de 1970) fue una ingeniera civil, responsable de la reaprovisionamiento de servicios del Old Bailey en Londres después de la Segunda Guerra Mundial, y presidenta de la Women's Engineering Society (1959-1960).

## Biografía
Nobbs comenzó su vida laboral como mecanógrafa de taquigrafía, pero sentía claramente que este era el "trabajo equivocado" para ella. Su padre, Walter William Nobbs, era un conocido ingeniero de calefacción y ventilación de Londres, que había trabajado en muchos edificios, incluido el Salón Condal para el (entonces) London County Council, las nuevas instalaciones de la RIBA y la sede de la IEE en Savoy Hill, además de ser presidente de la Institución de Ingenieros de Calefacción y Ventilación en 1920, y su padre era ingeniero civil. Esta historia familiar, y la creencia de que su talento personal radicaba en las matemáticas y la geometría, animó a Madeleine, después de leer un libro sobre dibujo técnico, a decir que deseaba ser ingeniera. Su padre era algo escéptico, ya que temía que la cultura de beber de la ingeniería de consultoría no sería propicia para el progreso de su hija. Sin embargo, después de que su madre (Francoise Leonie Thebault) se reuniera con Adria Buchanan, la primera mujer en convertirse en miembro de la Institución de Ingenieros de Calefacción y Ventilación, ella intercedió y le dijo a su esposo "con una sonrisa encantadora y con su encantador acento francés" que ya no podía negarse a apoyar a su hija en su ambición.
Madeleine convenció a una empresa de ingenieros de calefacción y ventilación de que sería adecuada para la oficina de dibujo, donde comenzó como trazadora (trazando dibujos arquitectónicos para copiarlos y agregar detalles para los sistemas de calefacción y ventilación). Sus estudios en Borough Polytechnic le permitieron conseguir un nuevo trabajo para la oficina de un arquitecto, donde se encargaba, entre otras cosas, de la estimación y supervisión de la instalación.
Durante la Segunda Guerra Mundial diseñó refugios antiaéreos, fábricas y ventilación para barcos. En su tiempo libre, conducía una ambulancia. Continuó haciendo una variedad de trabajos que le permitieron obtener experiencia práctica en el banco y en el sitio hasta que fue una ingeniera completamente calificada y se unió a la firma de su padre como socia menor en 1945. Su padre murió en 1951, mientras nía un contrato importante para la reconstrucción del Tribunal Penal Central, Old Bailey después de los daños de la guerra, por lo que Madeleine se convirtió en socia de WJ Perkins & Partners, ingenieros consultores, y asumió el control de la empresa en su propia cuenta y completó el contrato.
Nobbs se casó con Denis Moody, también ingeniero, en 1961. Tras la muerte de Moody, se sumergió en importantes obras de construcción para convertir un viejo granero en Ipsden, Oxfordshire, en su casa, y ella misma hizo la mayor parte del trabajo.h Nobbs murió repentinamente a la edad de 56 años en 1970.

## Sociedad de Ingeniería de Mujeres
Se unió a la Women's Engineering Society en 1941 y en seguida se involucró activamente en el consejo, dirigiendo la sucursal de Londres (1950–52) y convirtiéndose en presidenta en 1959. Sucedió a Marjorie Bell en esa posición y a su vez fue sucedida Isabel Hardwich. Contribuyó con muchos artículos sobre calefacción y ventilación a The Woman Engineer y fue miembro activa de varias otras instituciones de ingeniería.
Aunque no pudo asistir a la primera Conferencia Internacional de Mujeres Ingenieras y Científicas (ICWES) en Nueva York en 1964, realizó una detallada encuesta de mujeres ingenieras en el Reino Unido para el Congreso. Su trabajo fue citado por la encuesta de la Institución de Ingenieros Civiles en 1971.